# 周毅 (足球运动员)
周毅（1975年8月28日—），是已退役的中国足球运动员，主要司职两个边前卫。
周毅从上海大顺队建立时就在队，随球队合并进入上海浦东，期间连续八年在甲B联赛踢球。2002年，球队终于第一次进入甲A联赛，但是之前长期的主力周毅却因为非常离奇的原因而退役。他在某场比赛被替换下场时没有注意到法国主帅勒鲁瓦上来拥抱他的动作，得罪了主教练，虽然之后曾经专门道歉，但是结果一赛季基本都与替补席为伍。年底周毅毅然选择退役，年仅27岁。
1. ↑  . 东方体育日报. 2004-03-05  [2009-01-01]. （原始内容存档于2011-06-13）.